# Титов, Анатолий Александрович
Анатолий Александрович Титов (1923—2008) — бывший старший подрывник Орджоникидзеградского партизанского отряда имени Виноградова Дятьковской партизанской бригады Брянской области, Герой Российской Федерации.

## Биография
Родился 10 августа 1923 года в деревне Соловцы Сонковского района Калининской области в семье крестьянина. Русский. В детстве и юности довелось пройти суровую школу жизни. В 5 лет остался без родителей, воспитывался в трудовой коммуне «Пятилетка», там же окончил школу-семилетку. После школы уехал к родственникам в Калинин, там учился в ФЗУ и работал ткачом на фабрике. В 1939 году переехал в Орджоникидзеград Брянской области к брату, где окончил школу фабрично-заводского обучения и работал на заводе «Красный Профинтерн».
С приближением линии фронта к Брянщине в сентябре 1941 года добровольцем вступил в формировавшийся партизанский отряд, учился на курсах минеров. Когда в начале октября 1941 года произошла катастрофа советских войск Западного и Брянского фронтов, отряд оказался в тылу врага и с 8 октября приступил к боевым действиям. Анатолий Титов стал подрывником, затем старшим подрывником партизанского отряда. Партизаны создавали, и долгое время обороняли целые партизанские края с десятками сел в каждом из них, парализовали движение по всем железным дорогам Брянщины, истребили десятки тысяч оккупантов и их пособников.
За период нахождения в тылу врага, с 8 октября 1941 года до 23 сентября 1943 старший подрывник Титов лично пустил под откос 9 эшелонов с живой силой и техникой врага, а также одну дрезину. На шоссейных дорогах им взорвано 20 автомашин с различными военными грузами, 2 тяжелых танка и 9 повозок. В составе отряда участвовал в разгроме 13 вражеских гарнизонов. Всего на счету Анатолия Титова 145 уничтоженных гитлеровцев. В сентябре 1943 года Дятьковская партизанская бригада соединилась с наступающими частями Красной Армии, проводившими Брянскую наступательную операцию.
Командир отряда в 1943 году представил Анатолия Титова к званию Героя Советского Союза, но представление реализовано не было.
Анатолий Титов окончил летную школу в городе Сасово Рязанской области, а в 1945 году — Борисоглебскую военную авиационную школу летчиков. Командовал звеном и эскадрильей. Служил в дивизии Покрышкина в городе Ржев. С 1956 года капитан А. А. Титов — в запасе. Вернулся на Брянщину. В 1959 году окончил Трубчевский лесотехнический техникум. Трудился мастером и главным инженером лесхоза, директором межрайонного предприятия «Брянскоблэнерго». С 1983 года А. А. Титов — на пенсии.
Только в начале 90-х годов усилиями ветеранов было найдено представление военных лет к высшей награде Родины на Анатолия Титова. Указом Президента Российской Федерации № 1478 от 7 июля 1994 года за мужество и героизм, проявленные в партизанской борьбе против немецко-фашистских захватчиков в период Великой Отечественной войны 1941—1945 годов бывшему партизану Титову Анатолию Александровичу присвоено звание Героя Российской Федерации с вручением медали «Золотая Звезда».
Жил в городе Троицк Московской области. Скончался 2 июня 2008 года. Похоронен в Троицке.
Награждён орденами Отечественной войны 1-й и 2-й степени, медалями. Почётный гражданин города Троицк Московской области.